# Петар и Зли вуци
Петар и Зли вуци био је југословенски и српски нови талас/ска бенд из Београда, познат по гостовању на компилацији Артистичка радна акција.

## Историјат бенда
Године 1983. оснивач бенда Хипнотисано пиле, Бојан Бановић, заједно са оснивачем бенда Електрични оргазам, гитаристом Гораном Синадиновићем, основао је бенд Петар и Зли вуци. Идеја за то име дошла је од Синадиновића, а био је инспирисан именима бендова из шездесетих година. Убрзо су се бенду придружили вокалисти Саша Лукић и Милан Поповић, гитариста Војин Јовановић Воја, басиста Синиша Нојковић и бубњар Реља Обреновић. Већина чланова бенда били су средњошколци, а похађали су Једанаесту београдску гимназију.
Бенд је привукао пажњу јавности бројник клупским наступима у Београду и Загребу. Песме ска жанра и јединствени наступи уживо омогућили су бенду да наступи и победи на Омладинском фестивалу са песмом Огледало, у мају 1981. године. Песме Убице и На плажи издате су као сингл под окриљем музичке куће Југотон, током лета 1981. године. Сингл је снимљен у студију Друга маца, песме је продуцирао Енцо Лесић.
Песме Огледало и Козаци појавиле су се на компилацији Артистичка радна акција, заједно са песмама уметника новог раласа и панк рок бендова из Београда. Након изласка компилације, Саша Лукић, Милан Поповић и напустили су бенд, а нови члан постао је Мићко Љубичић (гитара, вокал). Нова постава бенда објавила је сингл Морони, који је објављен на више компилација, укључујући и компилацију Вентилатор 202 демо топ 10 за ПГП РТБ у априлу 1983. године. Исте године бенд је престао да постоји.
Године 1994. Комуна је издала компилацију ЈУ ретроспектива — Југословенски нови талас, где се нашла песма Огледало, бенда Петар и Зли вуци.

## Након распуштања бенда
Реља Обреновић придружио се бенду Рамба Амадеуса и појавио као извођач на албуму Хоћемо гусле, 1989. године, а 2007. године као гост на албуму Партибрејкерса на албуму Слобода или ништа.
Бановић је радио заједно са Индексовим радио позориштем четири године, завршио архитектонски факултет и магистрирао у Сједињеним државама. Синадиновић се појавио као гост на песми студијског албума Јужњачка утеха, бенда Dr. Project Point Blank Blues Band, који је објављен 1991. године.
Љубичић је такође био укључен у рад са Индексовим радио позориштем. Године 1993. појавио се у документарном филму Желимир Жилника, Тито по други пут међу Србима. Од 1985. године па надаље био је директор маркетинг агенције Тим талената. Од тада је био укључен у неколико продукција и радио емисија, а написао је књигу Национални парк Србија и снимио соло албум Труба.

## Наслеђе
Године 1988. на компилацији Вентилатор 202 вол. 1 појавила се песма Морони, као и у књизи ЈУ 100: најбољи албуми југословенске рок и поп музике. Године 2006. по листи Б92 100 најбољих домаћих песама, песма Огледало нашла се на 90. месту. Године 2008. песму Огледало обрадила је српска панк рок група Новембар, а 2011. године исту песму обрадио је хеви метал бенд Тригер.
Текст песме Огледало нашао се у књизи Песме братства, јединства & потомства: Антологија екс ЈУ рок поезије 1967—2007, аутора Петра Јањатовића.

## Дискографија

### Синлгови
| Назив песме                       | Година |
| --------------------------------- | ------ |
| "Огледало" / "Убица" / "На плажи" | 1981   |

### Гостовања на компилацијама
| Песма                 | Албум                                       | Година издања |
| --------------------- | ------------------------------------------- | ------------- |
| "Огледало" / "Козаци" | Артистичка радна акција                     | 1981          |
| "Морони"              | Вентилатор 202 демо топ.10                  | 1983          |
| "Огледало"            | Ју ретроспектива — Југословенски нови талас | 1994          |